# メイショウボーラー
メイショウボーラー（欧字名:Meisho Bowler、2001年4月16日 - ）は、日本の競走馬、種牡馬。
2005年のフェブラリーステークス（GI）優勝馬である。史上初めてJRAダートGIにて逃げ切りを果たした。
2017年のJBCスプリント（JpnI）を優勝したニシケンモノノフの父として知られる。

## 概要
2001年、北海道浦河町の日の出牧場で生産された黒鹿毛の牡馬である。父タイキシャトル、母ナイスレイズというアメリカ産の同士の交配によって誕生した。中央競馬（JRA）栗東トレーニングセンターの調教師白井寿昭が管理し、冠名「メイショウ」の馬主松本好雄が所有。騎手福永祐一が主戦を務めた。
2003年、小倉競馬場の新馬からフェニックス賞（OP）、小倉2歳ステークス（GIII）を連勝。中央に帰還し、デイリー杯2歳ステークス（GII）も制して4連勝、グラスワンダーなどと並び史上最多タイとなる2歳牡馬による4勝を果たした。続いて単独最多となる5勝を目指し、1番人気で2歳チャンピオン決定戦の朝日杯フューチュリティステークス（GI）に臨んだが、コスモサンビームにクビ差だけ差し切られた2着だった。
翌2004年、距離を伸ばして弥生賞（GII）と皐月賞（GI）で2着、3着。距離を戻してNHKマイルカップ（GI）とスワンステークス（GII）で3着となるが、すべて敗退。しかし2005年から芝からダートに主戦場を移すと、転向初戦のガーネットステークス（GIII）にて3馬身差、根岸ステークス（GIII）にて7馬身差をつけて優勝。2連勝で迎えたフェブラリーステークス（GI）では、アドマイヤドンやユートピア、タイムパラドックスなどダートGI優勝馬を相手に1番人気となり、それらを下して優勝し、JRAのダートGI史上初めてとなる逃げ切りを成し遂げた。
以降は、2006年のスプリンターズステークス（GI）にてテイクオーバーターゲットに次ぐ2着となるなどしたが、勝利することはできず、2007年秋に競走馬を引退した。29戦7勝、重賞5勝を挙げた。引退後は種牡馬となり、重賞優勝産駒を多数輩出。2011年に生産されたニシケンモノノフ（母父:アフリート）は、2017年のJBCスプリント（JpnI）を優勝した。

## デビューまで
日の出牧場は、北海道浦河町の牧場である。1968年から競走馬生産に取り掛かり、1982年の金鯱賞をテルノホープで制して生産馬の重賞初勝利を果たしていた。牧場は、鎌田博隆とその父親が営んでおり、鎌田が生産を、父親がその後ろ盾となる経営を担い、しばらく二人三脚で牧場を運営していた。しかし1988年に、その父親が若くして亡くなり、片割れを喪う。以降、鎌田が一人で頑張るも、親子で揃えた繁殖牝馬が難産のために、突然の病気のために亡くなったりと、不運が続いていた。そのような頃に鎌田は、盛んに外国へ出かけて、新しく良血の繁殖牝馬を購入するなど、設備投資に注力する。そうすることによって牧場の悪い流れを断ち切ろうと考えていた。そのような志のもと、1998年にアメリカ・キーンランドの競りに挑み、ナイスレイズ（後のメイショウボーラーの母）という牝馬に巡り合うことになる。
ナイスレイズは、アメリカで生産された牝馬である。父はストームキャット、母父はサーチトラディション、母はアルゼンチンの2500メートルG1優勝のナイストラディションであり、アルゼンチンで長年育った牝系を受け継いでいた。アルゼンチン競馬が絡むのは、構造上「元をたどれば欧米でお払い箱となった血統の寄せ集め」（吉沢譲治）を受け継いでいることを意味していた。アメリカで競走馬となったナイスレイズは、12戦1勝で引退。その後は繁殖牝馬となり、初年度はアンブライドルズソングと交配。そして1998年のキーンランドの競りに出されて、売却が図られていた。
鎌田は「世界的な良血」の牝馬の購入を目指して、中でもストームキャット産駒を狙う。アメリカで活躍産駒を多数輩出するストームキャットは、優れたスピードを受け継ぐ産駒も多く、そのスピードは日本競馬でも通用すると考えていた。ストームキャットに目をつけて競りに臨んだ鎌田が、一目見て好感を持ったのがナイスレイズだった。
牝系がアルゼンチンであることに不安を覚えたが、反対に価格が高騰しないのではと前向きに考えて購入を決意。購入予算の限界を18万ドルに設定して競りに臨んでいた。しかし当地の上位種牡馬の産駒であるために、価格は吊り上がって18万ドルを優に超える。それでも鎌田は、勇んで入札を続け、最終的に予算オーバーの20万ドルで落札を果たした。かくしてナイスレイズは、日の出牧場にもたらされていた。
1998年にアンブライドルズソングの仔を孕んだ状態で輸入され、1999年には初仔を生産。そして同年、日本で初めてとなる交配では、タイキシャトルが相手となった。タイキシャトルは、父デヴィルズバッグのアメリカ産、外国産馬として日本で走り、マイルチャンピオンシップを連覇、フランスに遠征してジャックルマロワ賞を優勝するなどGI級競走5勝を挙げた短距離馬だった。1998年末に引退し、翌1999年から、北海道日高地方で種牡馬として供用されていた。拡大成長を続ける大手牧場社台グループに対抗するべく、日高地方の中小生産者が広域に、静内や浦河というような地域の枠組みを取り去って団結してシンジケートを結成していた。社台を押しのけて導入した期待の種牡馬として、静内のアロースタッドと浦河のレックススタッドを行き来するシャトルとして供用されていた。
鎌田もまた、タイキシャトルの能力に好感を持った一人、タイキシャトルの成功を願う日高の生産者の一人だった。600万円を支払って1株を所有し、シンジケートに加わっていた。そうして得たシンジケート株を、鎌田は予算オーバーで購入した期待のナイスレイズにあてがう決断。アメリカ産の牡牝が浦河町で巡り合っていた。2000年には2番仔を生産、そして3年目の相手もタイキシャトルだった。翌2001年4月16日、北海道浦河町の日の出牧場にて、黒鹿毛の牡馬である3番仔（後のメイショウボーラー）が誕生する。そして2002年には生産馬のキングフィデリアが新潟大賞典を制し、20年ぶりの重賞優勝を果たしている。これをきっかけに父が亡くなって以来続いていた不調が、解消され始めていた。
3番仔は、ナイスレイズを落札した際に、鎌田に接近し、関係を構築した栗東トレーニングセンターの白井寿昭調教師に見出される。そして日高の生産馬を頻繁に購入する馬主、冠名「メイショウ」で知られる松本好雄に購入された。3番仔は、冠名「メイショウ」に、ボーラーハットを考案した、製作したウィリアム・ボーラーから抽出した「ボーラー」を組み合わせた「メイショウボーラー」という競走馬名が与えられた。

## 競走馬時代

### 2歳（2003年）
7月20日、小倉競馬場の新馬戦（芝1000メートル）で福永祐一が騎乗してデビューを果たす。単勝オッズ1.4倍の支持だった。スタートからハナを奪取し逃げ、後は先頭を譲らず、2馬身半差をつけて逃げ切り優勝、初出走初勝利を果たした。続く8月9日のフェニックス賞（OP）では、ロイヤルセランガーらが相手だったが、2.0倍の1番人気の支持となる。大逃げがあってハナは奪えず2番手追走となったが、直線で抜け出し、3番手追走のロイヤルセランガーを突き放し、それ以下を千切っていた。ロイヤルセランガーに2馬身半差、それ以下には10馬身以上の大差をつけて連勝を果たした。
9月7日、小倉2歳ステークス（GIII）で重賞初挑戦となる。同じように小倉で勝ち上がったフィールドルーキーやコスモサンビームが相手だったが、1.5倍の1番人気だった。スタートからハナを奪取してハイペースで先導した。第3コーナーから最終コーナーにかけて後方勢に接近されたが、直線で反対に突き放した。後方勢は揃って失速するなか、ただ1頭伸びて独走。コスモサンビームらに5馬身差をつけて決勝線通過、重賞初勝利を挙げた。福永は「強かったね。きょうはつかまっていただけ。最後は馬なり。追う必要もなかった」と回顧している。当日は開催最終週で荒れた馬場だったが、1週間前に古馬が争った北九州短距離ステークス（OP）と同じタイムで走破を果たしていた。そして1997年優勝のタケイチケントウよりも0.3秒早く走破し、レースレコードを樹立した。
続いて本州、10月18日のデイリー杯2歳ステークス（GII）では、新馬戦を制したばかりの皐月賞優勝馬ノーリーズンの弟・グレイトジャーニーとの対決に注目が集まった。初めての京都競馬場、滞在ではなく輸送競馬、距離延長だったが1.7倍の支持、グレイトジャーニーが2.4倍で多少食われたが、1番人気となる。ローカルの小倉2歳ステークスは、例年低く扱われており、優勝馬は中央場所に見参しても、支持されなかった。小倉2歳ステークスが重賞となった1981年以降、優勝馬の中央場所初見参はすべて2番人気以下だったが、メイショウボーラーはそのジンクスを打ち破る1番人気だった。
スタートから再びハナを奪取して逃げ、そのまま最終コーナーに到達。直線ではグレイトジャーニーに接近を許したが、福永が促すとたちまち伸びて、グレイトジャーニーに並びかけることすら許さなかった。2馬身先に決勝線を通過し、重賞連勝を果たした。重賞2勝目、1997年のグラスワンダー、タヤスアゲイン以来となる2歳牡馬の4勝、グレード制導入の1984年以降史上最多に並ぶ2歳馬による4勝だった。
そして12月14日、朝日杯フューチュリティステークス（GI）で臨み、史上初の2歳5勝目を狙った。主戦の福永が同日の香港国際競走でエイシンプレストンやアドマイヤマックスに騎乗するため、短期免許で参戦中の代打オリビエ・ペリエで参戦した。GIだったが、人気揺るがず2.0倍の1番人気だった。有力視された相手は、初対決のいちょうステークス優勝馬・2戦2勝のメテオバーストこそいたが、その他は既に下したコスモサンビームやグレイトジャーニーだった。
ただし不利な外枠15番が課されていた。ハナを奪取して逃げるには、有利な内側の先行馬を制する必要があった。好スタートして積極的に先行したが、ハナを奪うには時間がかかった。ペリエは邁進するメイショウボーラーを抑えられず、自身に不利なハイペースでの逃げとなっていた。それでも粘って先頭であり続けたが、終いで垂れて、内枠1番から先行したコスモサンビームに外から接近を許した。外から並ばれ、クビ差差し切られたところが決勝線通過だった。コスモサンビームにGIの舞台で逆転を許して、初めての敗北を喫していた。この年のJRA賞では、最優秀2歳牡馬で票を得ているが、287票中17票に留まり、265票を集めたコスモサンビームには敵わなかった。

### 3歳（2004年）
朝日杯フューチュリティステークス2着の後すぐ、白井は、クラシック参戦すなわち距離延長挑戦を表明する。父タイキシャトルが外国産馬のため叶わなかったクラシックを、試されなかった2000メートル級参戦が実現することとなった。クラシックシーズンの始動は、2月の共同通信杯を予定していたが、負担重量が59キログラムとなるために回避。代わりに、クラシック第一弾・皐月賞のトライアル競走であり、負担重量が均一な弥生賞での始動となった。
厩舎滞在で年をまたいで春を迎え臨んだ3月7日の弥生賞（GII）は、ラジオNIKKEI杯2歳ステークス優勝馬・ホッカイドウ競馬のコスモバルク、同3着のハイアーゲーム、京成杯優勝馬のフォーカルポイントなどとの対決となる中、3番人気で参戦。逃げて直線を迎え、1番人気フォーカルポイントなどは下したが、コスモバルクにかわされた。1馬身4分の1差の2着敗退、されど優先出走権は獲得した。続いて4月の本番を目指したが、3月下旬に左後ろ脚に腫れが見られ、4日間調教できなかった。一時は、回避も検討するほどだったが、ぎりぎりで仕上げて臨んだ4月18日の本番・皐月賞（GI）では、6番人気だった。逃げて直線を迎えたが、2番手ダイワメジャー、好位のコスモバルクにかわされた。優勝したダイワメジャーに3馬身4分の1差敵わず、3着だった。
この後は、白井は将来を考えてこれ以上の距離延長は諦めた。第二弾の東京優駿（日本ダービー）には進まず、5月9日のNHKマイルカップ（GI）にアクシデントなく万全の状態で参戦した。キングカメハメハ、シーキングザダイヤに次ぐ3番人気の支持だった。再び逃げたが、タイキバカラにかぶされて2番手を追走、ハイペースを刻んだ。直線で失速し、キングカメハメハとコスモサンビームにはかわされたが、もう一度盛り返して抵抗。その2頭には突き放されたが、それ以上の後退を許さなかった。皐月賞に続くGI3着だった。体重を減らし疲労もあったが続戦し、6月6日の安田記念（GI）にて古馬に挑戦。14.9倍の8番人気に推され、5番手を追走したが抜け出せず11着だった。
安田記念の後は休養、北海道浦河町のベルテックスファームで夏休みとなる。皐月賞とNHKマイルカップ、そして安田記念までを馬体重を減らしながら連戦したメイショウボーラーには、疲労が祟っており、ストレス性の胃潰瘍を患っていた。そのため食欲が著しく低下するようになり、夏は休養に専念した。胃潰瘍の治療には、馬専用の治療薬ガストロガードが用いられて、病状復帰が図られている。秋になると解消し、食欲を取り戻して、馬体重も増えた良い状態で臨むこととなった。それでも秋は、勝利を挙げられなかった。
10月30日のスワンステークス（GII）では、1番人気に支持された。スタートから先行集団を追走し、直線で先頭争いの3頭に加わり、横一線で競り合ったが、その争いの外側にいたタマモホットプレイに寸前で差し切られて敗退。旧来の先頭争いも横一線の接戦だったがマイネルソロモンに先着を許す3着だった。続く11月21日、距離を伸ばしてマイルチャンピオンシップ（GI）では、良い状態で臨み「あの馬のパターンで」（福永）走ることができたが、結果が伴わず7着だった。
そして12月19日のCBC賞（GII）では、さらに距離を縮めて小倉2歳ステークス以来のスプリント戦、相性の良い小回りの中京競馬場に参戦する。主戦の福永が同日に阪神で行われる、阪神牝馬ステークスのダイワエルシエーロを選んだため、中舘英二が代打したが、1番人気に推されていた。スタートで遅れて9番手追走から追い上げた。直線では6頭が密集する先頭争いに加わり、横一線の争いは決勝線まで続いていた。結局わずかな差が着順を決定づけ、メイショウボーラーは、プレシャスカフェなど3頭に先着を許す4着だった。
ここまで、メイショウボーラーはマイルからスプリントを走り、先行しながら直線に向いて先頭を得るが、終いで後方から追い込んだ馬に差し切られるというのが敗戦のパターンとなっていた。これはメイショウボーラーの筋肉が、短距離向きに成長していたためであった。前向きな気性とスピードに恵まれながらも、終いで息切れをして甘くなる事態となっていた。そこで陣営は、距離を短縮したり、直近のCBC賞では敢えて強いスタートを切らないで後れた位置につけるなどして、距離を持たせる工夫を凝らしていたが、結果に繋がっていなかった。そしてこの後、芝からダートに転向が実行されることとなった。
白井は、NHKマイルカップの走りから、メイショウボーラーの長所は瞬発力ではないことを感じており、ダートで良い動きを見せていたことから、早くから芝よりもダートに適性があると踏んでいた。そのため白井は、松本に対してダート転向を進言していたが、松本は芝へのこだわりがあり、実際にメイショウボーラーが芝である程度好走してしまうから、なかなか転向するタイミングがなかった。しかしCBC賞の敗退で年間未勝利に終わった後、松本は観念して、翌年からのダート転向が決定する。松本は転向について後に「（白井）先生に相談されたときは、クラシックも好走していたので、もうちょっと後でもいいと思っていたが…。プロの目を改めて感じましたね」と振り返っている。

### 4歳（2005年）
1月9日、ガーネットステークス（GIII）でダート1200メートルで転向初戦を迎える。16頭立てとなる中、単勝オッズ3.8倍だったが、条件戦3連勝で昇級初戦のサミーミラクル、JBCスプリントで2着のアグネスウイングには劣る3番人気となる。ハンデキャップは、トップハンデのアグネスウイングの57.5キログラムに対して、恵まれた56キログラムという評価だった。7枠14番から好スタートを切り、好位の3番手を確保。ハイペースとなる中、最終コーナーで逃げ馬を捉えて先頭となった。直線でスパートすると、後続を突き放しており、後は独走となった。後方に3馬身差をつけて決勝線を通過し、1年3か月ぶりの勝利を挙げる。2001年、そして2003年の武蔵野ステークスを勝利したクロフネ、サイレントディールなどに続く、ダート初挑戦馬によるダート重賞優勝だった。
続いて1月29日、根岸ステークス（GIII）で距離を伸ばし、ダート1400メートルに臨んだ。サミーミラクルとの再戦、同じようにダートに転向してきたアドマイヤマックスが相手となる中、単勝オッズ1.8倍の1番人気という支持だった。スタートからハナを奪取して逃げに出て、先頭のまま最終コーナーを通過。直線では、後続の出番となるはずだったが、メイショウボーラーは衰えず、反対に突き放す形となった。スパートすれば独走となり、余力があるままに決勝線到達。後方に7馬身差をつけて優勝し、重賞連勝を成し遂げている。また、1月のうちにダート重賞を連勝したメイショウボーラーと福永であるが、福永は他に1月23日の平安ステークスもヒシアトラスで制していた。そのためこの年の1月に行われたダート重賞を、福永が独り占めする形となっている。

そして2月20日、ダートGIであるフェブラリーステークス（GI）に参戦する。中2週の連戦だったが、胃潰瘍を克服したメイショウボーラーは、当日を迎えることができた。前年優勝馬アドマイヤドン、GI級競走3勝のユートピア、前年秋のジャパンカップダート優勝馬タイムパラドックスなどが揃う15頭立てだった。この頃のダート戦線の一線級が顔を揃えている中、転向直後の新興勢力であるメイショウボーラーは、それらを上回る評価を受ける。アドマイヤドンが3.7倍の2番人気に対して、こちらは2.0倍の1番人気に推されていた。当日は小雨が降る中、GI昇格初年度の1997年以来となる不良馬場での開催となる。
15頭立ての8枠14番からスタート、アドマイヤドンが出遅れる中、好スタートを切り、ハナを奪取した。後方との差を広げながらの逃げとなり、ハイペースで先導。独走となりながら最終コーナーを通過した。直線でも独走、ムチを振るわれることなく、見せムチのみで走り続けた。終いになってようやく、後方から追い込むシーキングザダイヤとヒシアトラスに迫られるが、既にセーフティリードを築いており、メイショウボーラーの先頭は脅かされなかった。後方に1馬身4分の1差をつけて決勝線を先頭で通過する。
重賞3連勝でGI戴冠を果たす。この年で22回を迎えるフェブラリーステークスにて史上初めてとなる逃げ切り優勝、グレード制導入後ダートJRAGI競走で史上初めてとなる逃げ切り優勝を果たした。さらに走破タイム1分34秒7は、過去に白井が管理し、2002年フェブラリーステークスを優勝したアグネスデジタルのタイムを上回るレースレコード樹立。そして2004年麦秋ステークスでウインデュエルが記録したタイムを0.3秒上回る、コースレコード樹立を果たしていた。それから福永は、この直前の14日に、伯父で大井競馬場の調教師であり、イナリワンなどで知られる福永二三雄を亡くしたばかりだった。この弔い星に福永祐一は「子供の頃、随分かわいがってもらった。伯父さんのためにもなんとしても勝ちたかった」と振り返っている。福永は最終コーナーを通過する頃に、既に勝利を確信していたという。また生産した日の出牧場は、創業30年目でGI初勝利となった。

この勝利をきっかけに、白井はダートの本場アメリカへの遠征を検討するようになる。具体的には10月末にベルモント競馬場で行われるブリーダーズカップ・スプリントへの出走を検討するようになった。転向後3戦3連勝、遠くの目標もダートだったが、続いて臨んだのは芝であり、特に高松宮記念や安田記念を予定していた。芝再転向初戦の3月27日、高松宮記念（GI）ではアドマイヤマックスに次ぐ2番人気に推され、スタートから先行して好位から直線に向いていた。しかし以後失速して16着、大負けに陣営も芝での続戦を諦めることとなった。

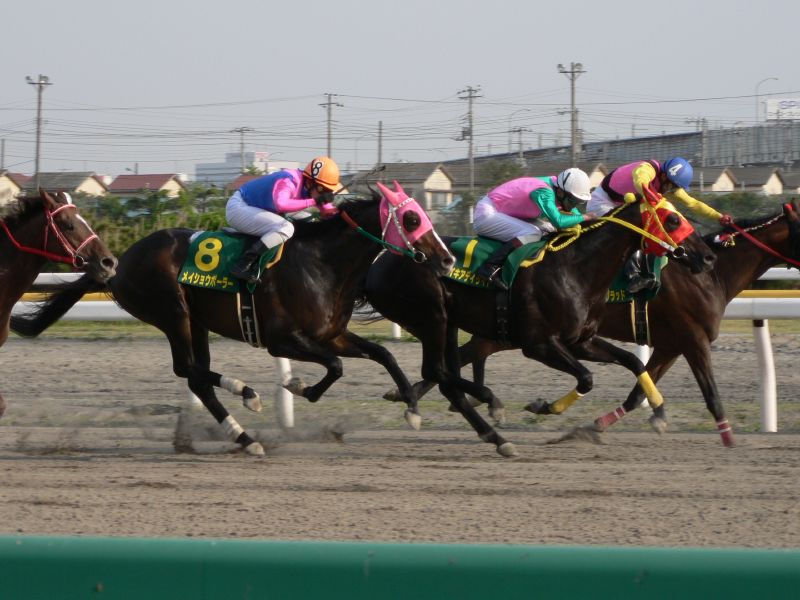
かしわ記念出走時

予定した安田記念は諦めてダートに舞い戻り、5月5日のかしわ記念（GI）に1番人気で参戦する。3番手から直線を先頭で迎えていたが、ストロングブラッドなど4頭にかわされて5着だった。その後は、秋の遠征に向けて夏休み、ベルテックスファームにて放牧となった。放牧中には、アメリカのダートに順応するための対策が施されている。例えば蹄鉄、通常の蹄鉄よりも先端が数センチメートル高い「スパイク鉄」を着用している。「スパイク鉄」は、いきなり着用すると脚に負担がかかるため、白井は、6月下旬から着用させて、メイショウボーラーの脚へ慣れさせていった。
本番には、前哨戦を使うことも決まり、約1か月前の10月1日に同じ競馬場、条件で行われるヴォスバーグステークス（G1）出走することとなる。初戦の10月1日に向けて、8月30日から美浦で検疫に入り、9月5日に成田国際空港から発つ予定だった。しかし検疫直前、右寛跛行が発覚。遠征は取りやめとなり、この秋は国内専念となった。白井は「台風の影響かな。馬房内で壁を蹴って右のトモをひねったようだ」と述べている。
秋は11月3日、名古屋競馬場のJBCスプリント（GI）で始動し、ブルーコンコルドやアグネスジェダイらと対して2番人気に推されていた。スタートからハナを奪って逃げて直線を迎えていたが、ブルーコンコルドにかわされた。ブルーコンコルドには6馬身以上後れを取り、ハタノアドニスやノボトゥルーにも後れを取る4着だった。続いて暮れの12月28日、兵庫ゴールドトロフィー
（GIII）では、横山典弘が騎乗し、アグネスジェダイに次ぐ2番人気での参戦。スタートで躓いて後方追走となっていた。直線で追い上げたが、4番人気ニホンピロサートには届かず、1馬身以上後れを取る2着だった。
フェブラリーステークスを制覇したこの年のJRA賞では、最優秀ダートホースと最優秀短距離馬の二部門で票を得ているが、3票と1票に留まり、いずれも受賞を逃している。

### 5-6歳（2006-07年）
5歳となった2006年は、根岸ステークスから始動し2番人気に推されたが7着。続いて連覇を狙うフェブラリーステークスに向けて調整が続けられていた。しかしその直前、栗東トレーニングセンターの角馬場で福永を背に調教に取り組もうとしたところ、福永が振り落とされて放馬した。人が跨っていない空馬となったメイショウボーラーは、角馬場を10周、5000メートル疾走、おかげで大きく体力を消耗している。何とか本番も走ったが、9番人気15着だった。
その後は、かきつばた記念（GIII）4着、安田記念14着。8月15日のサマーチャンピオン（GIII）では、同馬主のメイショウバトラーとの対決が実現している。1番人気と2番人気を占めて、直線では下馬評通り2頭での競り合いとなったが、アタマ差敗れる2着だった。

そしてセントウルステークス（GIII）7着を挟み、10月1日には、スプリンターズステークス（GI）に10番人気で参戦していた。ゲート入りに手間取り2分遅延、枠入り不良の愚行をした後の競走だった。オーストラリアのテイクオーバーターゲットがハイペースで引っ張る流れに4番手で追走し、直線ではテイクオーバーターゲットとともに粘り、後方勢から逃走に成功。後方勢の追い上げを許さなかった。
4番手から2番手に浮上したメイショウボーラーだったが、一緒に粘ったテイクオーバーターゲットを捉えることはできず、2馬身半差の2着。それでも久々のGI好走だった。後れた3着タガノバスティーユで決まったこのレースは、1番人気10番人気16番人気の順で決着しており、この組み合わせの三連複はJRA重賞最高配当、この順の三連単はJRAGI最高配当となっていた。
続くスワンステークス9着を挟んだ後には、前年に叶わなかった外国遠征を敢行。ただしアメリカではなく香港だった。12月10日の香港国際競走・香港スプリント（G1）に参戦し、外国での出走を叶えたが、出遅れたスタートから途中で走る気を失い、競走中止となった。年をまたいで6歳となった2007年も現役を続行したが、調教中の故障などから上半期は出走できなかった。9月30日のスプリンターズステークスにて、9か月半ぶりの復帰を果たしたものの15着敗退となり、これが最後の出走となった。10月27日付でJRAの競走馬登録を抹消し、競走馬引退となった。

## 種牡馬時代
競走馬引退後は、北海道浦河町のイーストスタッドで種牡馬となる。供用にあたっては、1株110万円の65口、総額7150万円のシンジケートが結成されており、すぐに入会の申し込みが舞い込んだという。初年度から100頭を超える繁殖牝馬を集めた。100頭越えは8年続き、5年目となる2012年は181頭を集めてピークとなった。その後9年目以降は、80頭前後を推移し、10年目の96頭が最後のピークとなった。それから右肩下がりで減少し、14年目となる2022年の7頭を最後に種牡馬を引退した。2022年12月9日付で用途変更となった。用途変更後は、北海道日高町のひだか・ホース・フレンズに移動。認定NPO法人引退馬協会のフォスターホースとして、功労馬として余生を送っている。

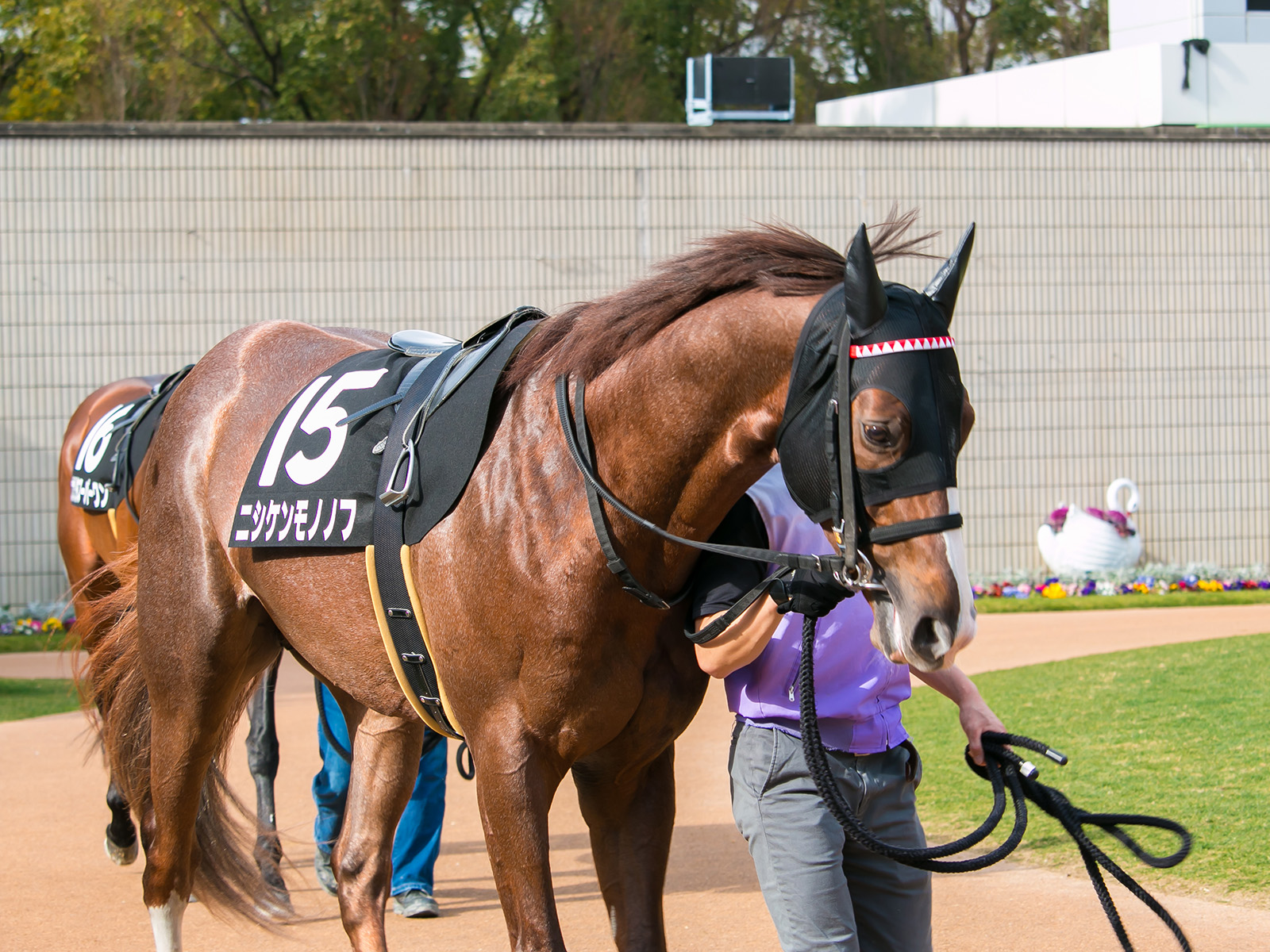
ニシケンモノノフ

産駒は、2011年にデビューしており、多数の重賞優勝馬を輩出している。特にニシケンモノノフ（母父:アフリート）は、2017年JBCスプリント（JpnI）を優勝している。そのほか、2017年アイビスサマーダッシュ（GIII）優勝のラインミーティア（母父:オース）や、2014年の兵庫チャンピオンシップ（JpnII）優勝のエキマエ（母父:コマンダーインチーフ）などがいる。

## 競走成績
以下の内容はnetkeiba.com並びにJBISサーチ、『優駿』の情報に基づく。
| 競走日     | 競馬場 | 競走名             | 格   | 距離（馬場）  | 頭 数 | 枠 番 | 馬 番 | オッズ （人気） | 着順 | タイム （上がり3F） | 着差 | 騎手      | 斤量 [kg] | 1着馬（2着馬）           | 馬体重 [kg] |
| ---------- | ------ | ------------------ | ---- | ------------- | ----- | ----- | ----- | --------------- | ---- | ------------------- | ---- | --------- | --------- | ------------------------ | ----------- |
| 2003.07.20 | 小倉   | 2歳新馬            |      | 芝1000m（良） | 12    | 4     | 4     | 001.40（1人）   | 01着 | R0:57.6（34.3）     | -0.4 | 0福永祐一 | 54        | (ユウゼータ)             | 476         |
| 0000.08.09 | 小倉   | フェニックス賞     | OP   | 芝1200m（重） | 11    | 1     | 1     | 002.00（1人）   | 01着 | R1:10.1（36.1）     | -0.4 | 0福永祐一 | 54        | (ロイヤルセランガー)     | 476         |
| 0000.09.07 | 小倉   | 小倉2歳S           | GIII | 芝1200m（重） | 15    | 7     | 12    | 001.50（1人）   | 01着 | R1:09.3（36.4）     | -0.9 | 0福永祐一 | 54        | (コスモサンビーム)       | 482         |
| 0000.10.18 | 京都   | デイリー杯2歳S     | GII  | 芝1600m（良） | 11    | 1     | 1     | 001.70（1人）   | 01着 | R1:34.1（34.7）     | -0.3 | 0福永祐一 | 55        | (グレイトジャーニー)     | 480         |
| 0000.12.14 | 中山   | 朝日杯FS           | GI   | 芝1600m（良） | 16    | 8     | 15    | 002.00（1人）   | 02着 | R1:33.7（36.2）     | -0.0 | 0O.ペリエ | 55        | コスモサンビーム         | 478         |
| 2004.03.07 | 中山   | 弥生賞             | GII  | 芝2000m（良） | 10    | 8     | 9     | 004.90（3人）   | 02着 | R2:00.7（35.0）     | -0.2 | 0福永祐一 | 56        | コスモバルク             | 486         |
| 0000.04.18 | 中山   | 皐月賞             | GI   | 芝2000m（良） | 18    | 4     | 8     | 016.80（6人）   | 03着 | R1:59.1（34.9）     | -0.5 | 0福永祐一 | 57        | ダイワメジャー           | 476         |
| 0000.05.09 | 東京   | NHKマイルC         | GI   | 芝1600m（良） | 18    | 3     | 6     | 005.00（3人）   | 03着 | R1:33.6（35.4）     | -1.1 | 0福永祐一 | 57        | キングカメハメハ         | 472         |
| 0000.06.06 | 東京   | 安田記念           | GI   | 芝1600m（稍） | 18    | 5     | 10    | 014.90（8人）   | 11着 | R1:33.4（35.4）     | -0.8 | 0福永祐一 | 54        | ツルマルボーイ           | 466         |
| 0000.10.30 | 京都   | スワンS            | GII  | 芝1400m（良） | 18    | 8     | 18    | 004.80（1人）   | 03着 | R1:21.9（35.6）     | -0.0 | 0福永祐一 | 55        | タマモホットプレイ       | 480         |
| 0000.11.21 | 京都   | マイルCS           | GI   | 芝1600m（良） | 16    | 6     | 11    | 019.90（7人）   | 07着 | R1:33.9（35.4）     | -0.9 | 0福永祐一 | 56        | デュランダル             | 486         |
| 0000.12.19 | 中京   | CBC賞              | GII  | 芝1200m（良） | 16    | 8     | 15    | 003.80（1人）   | 04着 | R1:08.3（33.9）     | -0.1 | 0中館英二 | 56        | プレシャスカフェ         | 492         |
| 2005.01.09 | 中山   | ガーネットS        | GIII | ダ1200m（良） | 16    | 7     | 14    | 003.80（3人）   | 01着 | R1:10.2（36.9）     | -0.5 | 0福永祐一 | 56        | (エンゲルグレーセ)       | 494         |
| 0000.01.29 | 東京   | 根岸S              | GIII | ダ1400m（良） | 16    | 4     | 8     | 001.80（1人）   | 01着 | R1:23.0（35.7）     | -1.1 | 0福永祐一 | 56        | (ハードクリスタル)       | 496         |
| 0000.02.20 | 東京   | フェブラリーS      | GI   | ダ1600m（不） | 15    | 8     | 14    | 002.00（1人）   | 01着 | R1:34.7（36.9）     | -0.2 | 0福永祐一 | 57        | (シーキングザダイヤ)     | 492         |
| 0000.03.27 | 中京   | 高松宮記念         | GI   | 芝1200m（良） | 18    | 4     | 7     | 003.20（2人）   | 16着 | R1:09.5（35.9）     | -1.1 | 0福永祐一 | 57        | アドマイヤマックス       | 494         |
| 0000.05.05 | 船橋   | かしわ記念         | GI   | ダ1600m（良） | 10    | 7     | 8     | 00 - 00（1人）  | 05着 | R1:38.6（38.2）     | -0.7 | 0福永祐一 | 57        | ストロングブラッド       | 484         |
| 0000.11.03 | 名古屋 | JBCスプリント      | GI   | ダ1400m（良） | 12    | 4     | 4     | 00 - 00（2人）  | 04着 | R1:26.5（38.7）     | -1.2 | 0福永祐一 | 57        | ブルーコンコルド         | 493         |
| 0000.12.28 | 園田   | 兵庫ゴールドT      | GIII | ダ1400m（良） | 11    | 4     | 4     | 00 - 00（2人）  | 02着 | R1:27.3             | -0.3 | 0横山典弘 | 59        | ニホンピロサート         | 506         |
| 2006.01.29 | 東京   | 根岸S              | GIII | ダ1400m（良） | 16    | 3     | 5     | 004.10（2人）   | 07着 | R1:24.3（37.3）     | -0.6 | 0福永祐一 | 59        | リミットレスビッド       | 500         |
| 0000.02.19 | 東京   | フェブラリーS      | GI   | ダ1600m（良） | 16    | 5     | 10    | 023.00（9人）   | 15着 | R1:38.8（41.4）     | -3.9 | 0福永祐一 | 57        | カネヒキリ               | 496         |
| 0000.05.03 | 名古屋 | かきつばた記念     | GIII | ダ1400m（良） | 11    | 1     | 1     | 002.20（2人）   | 04着 | R1:27.5（37.1）     | -0.3 | 0福永祐一 | 59        | ロッキーアピール         | 498         |
| 0000.06.04 | 東京   | 安田記念           | GI   | 芝1600m（良） | 18    | 3     | 5     | 053.5（13人）   | 14着 | R1:34.2（37.1）     | -1.6 | 0福永祐一 | 58        | ブリッシュラック         | 490         |
| 0000.08.15 | 佐賀   | サマーチャンピオン | GIII | ダ1400m（良） | 11    | 8     | 11    | 003.20（2人）   | 02着 | R1:26.1             | -0.0 | 0福永祐一 | 59        | メイショウバトラー       | 483         |
| 0000.09.10 | 中京   | セントウルS        | GII  | 芝1200m（稍） | 18    | 2     | 4     | 011.40（5人）   | 07着 | R1:09.5（35.4）     | -0.9 | 0福永祐一 | 58        | シーイズトウショウ       | 490         |
| 0000.10.01 | 中山   | スプリンターズS    | GI   | 芝1200m（良） | 16    | 2     | 4     | 020.6（10人）   | 02着 | R1:08.5（35.3）     | -0.4 | 0福永祐一 | 57        | テイクオーバーターゲット | 488         |
| 0000.10.28 | 京都   | スワンS            | GII  | 芝1400m（良） | 18    | 7     | 14    | 008.60（5人）   | 09着 | R1:20.8（34.8）     | -0.5 | 0福永祐一 | 58        | プリサイスマシーン       | 500         |
| 0000.12.10 | 沙田   | 香港スプリント     | GI   | 芝1200m（良） | 14    | -     | 14    | 00 - 00（-人）  |      | 競走中止            |      | 0福永祐一 | 57        | Absolute Champion        | 計不        |
| 2007.09.10 | 中山   | スプリンターズS    | GI   | 芝1200m（不） | 16    | 7     | 13    | 032.9（11人）   | 15着 | R1:11.9（47.3）     | -2.5 | 0福永祐一 | 57        | アストンマーチャン       | 482         |

## 種牡馬成績

### 年度別成績
以下の内容は、JBISサーチの情報に基づく。
| 種付年度 | 種付頭数 | 生産頭数 | 血統登録頭数 | 出走頭数 | 勝馬頭数 | 重賞勝馬頭数 | AEI  | CPI  |
| -------- | -------- | -------- | ------------ | -------- | -------- | ------------ | ---- | ---- |
| 2008     | 122      | 83       | 81           | 70       | 50       | 3            | 0.72 |      |
| 2009     | 117      | 81       | 78           | 75       | 44       | 1            | 0.86 |      |
| 2010     | 103      | 75       | 75           | 70       | 45       | 2            | 1.00 |      |
| 2011     | 105      | 78       | 76           | 71       | 52       | 2            | 0.71 |      |
| 2012     | 181      | 138      | 133          | 128      | 92       | 2            | 0.53 |      |
| 2013     | 119      | 90       | 89           | 87       | 68       | 0            | 0.65 |      |
| 2014     | 120      | 92       | 92           | 85       | 61       | 1            | 0.57 |      |
| 2015     | 100      | 75       | 74           | 70       | 48       | 0            | 0.50 |      |
| 2016     | 82       | 67       | 66           | 65       | 49       | 1            | 0.72 |      |
| 2017     | 81       | 66       | 64           | 58       | 36       | 0            | 0.51 |      |
| 2018     | 96       | 71       | 71           | 65       | 42       | 0            | 0.43 |      |
| 2019     | 73       | 54       | 54           | 42       | 11       | 1            | 0.64 |      |
| 2020     | 50       | 38       | 38           | 0        | －       | －           | －   |      |
| 2021     | 33       | 22       | 22           | 0        | －       | －           | －   |      |
| 2022     | 7        | 0        | 0            | 0        | －       | －           | －   |      |
| 合計     | 合計     | 合計     | 1013         | 886      | 598      | 13           | 0.68 | 0.83 |

- 出走頭数、勝馬頭数、重賞勝馬頭数、アーニングインデックス、コンパラブルインデックスは、平地競走に限る。
- 情報は、2022年2月20日時点。

### 重賞優勝産駒
GI級競走は、太字強調にて示す。また地方競馬独自の格付けによる重賞は、競走名の前にアスタリスクを充てる。
- 2009年産
  - ウルトラキング（牡、母父:サドラーズウェルズ（2013年*佐賀皐月賞）[99]
  - サエッターレ（牝、母父:サンデーサイレンス（2014年*御船山賞）[100]
  - シムーン（牡、母父:ミスタープロスペクター（2014年*佐賀弥生賞）[101]

- 2010年産
  - マキオボーラー（牡、母父:エルコンドルパサー（2016年小倉サマージャンプ）[102]
  - ラインミーティア（牡、母父:オース（2017年アイビスサマーダッシュ）[95]

- 2011年産
  - ニシケンモノノフ（牡、母父:アフリート（2013年兵庫ジュニアグランプリ、イノセントカップ*、2016年兵庫ゴールドトロフィー、2017年北海道スプリントカップ、JBCスプリント）[94]
  - エキマエ（牡、母父:コマンダーインチーフ（2014年兵庫チャンピオンシップ）[96]
- 2012年産
  - ドラゴンゲート（牡、母父:フジキセキ（2019年*佐賀オータムスプリント、2020 - 21年*ウインターチャンピオン、*佐賀がばいダッシュ）[103]
  - ツーエムマイスター（牡→騸、母父:ゴールドアリュール（2020年*OROターフスプリント）[104]
- 2013年産
  - ダンツブルース（牡、母父:ダンスインザダーク（2016年*大観峰賞）[105]
  - トモジャクール（牝、母父:フジキセキ（2017年*カンナ賞）[106]
- 2015年産
  - ブレシアイル（牡、母父:ダンスインザダーク（2017年*ビギナーズカップ）[107]
- 2017年
  - アンズビジン（牝、母父:カリズマティック（2020年*あやめ賞）[108]
- 2020年
  - フジラプンツェル（牝、母父:クロフネ（2022年*若鮎賞、*ビギナーズカップ、*プリンセスカップ）[109]

#### ブルードメアサイアーとしての産駒
地方競馬独自の格付けによる重賞は、競走名の前にアスタリスクを充てる。
- 2018年産
  - ブラックマンバ（牡、父:ダノンレジェンド（2020年*金の鞍賞）[110]

## 血統表
| メイショウボーラーの血統                | メイショウボーラーの血統            | メイショウボーラーの血統    | （血統表の出典）            | （血統表の出典） |
| 父系                                    | ヘイロー系                          | ヘイロー系                  | ヘイロー系                  | [ § 2 ]          |
| 父 *タイキシャトル 1994 栗毛            | 父の父Devil's Bag 1981 鹿毛         | Halo                        | Hail to Reason              | Hail to Reason   |
| 父 *タイキシャトル 1994 栗毛            | 父の父Devil's Bag 1981 鹿毛         | Halo                        | Cosmah                      |                  |
| 父 *タイキシャトル 1994 栗毛            | 父の父Devil's Bag 1981 鹿毛         | Ballade                     | Herbager                    | Herbager         |
| 父 *タイキシャトル 1994 栗毛            | 父の父Devil's Bag 1981 鹿毛         | Ballade                     | Miss Swapsco                |                  |
| 父 *タイキシャトル 1994 栗毛            | 父の母*ウェルシュマフィン 1987 鹿毛 | Caerleon                    | Nijinsky                    | Nijinsky         |
| 父 *タイキシャトル 1994 栗毛            | 父の母*ウェルシュマフィン 1987 鹿毛 | Caerleon                    | Foreseer                    |                  |
| 父 *タイキシャトル 1994 栗毛            | 父の母*ウェルシュマフィン 1987 鹿毛 | Muffitys                    | Thatch                      | Thatch           |
| 父 *タイキシャトル 1994 栗毛            | 父の母*ウェルシュマフィン 1987 鹿毛 | Muffitys                    | Contrail                    |                  |
| 母 *ナイスレイズ Nice Raise 1994 黒鹿毛 | 母の父Storm Cat 1983 黒鹿毛         | Storm Bird                  | Northern Dancer             | Northern Dancer  |
| 母 *ナイスレイズ Nice Raise 1994 黒鹿毛 | 母の父Storm Cat 1983 黒鹿毛         | Storm Bird                  | South Ocean                 |                  |
| 母 *ナイスレイズ Nice Raise 1994 黒鹿毛 | 母の父Storm Cat 1983 黒鹿毛         | Terlingua                   | Secretariat                 | Secretariat      |
| 母 *ナイスレイズ Nice Raise 1994 黒鹿毛 | 母の父Storm Cat 1983 黒鹿毛         | Terlingua                   | Crimson Saint               |                  |
| 母 *ナイスレイズ Nice Raise 1994 黒鹿毛 | 母の母Nice Tradition 1979 鹿毛      | Search Tradition            | Nashua                      | Nashua           |
| 母 *ナイスレイズ Nice Raise 1994 黒鹿毛 | 母の母Nice Tradition 1979 鹿毛      | Search Tradition            | Searching                   |                  |
| 母 *ナイスレイズ Nice Raise 1994 黒鹿毛 | 母の母Nice Tradition 1979 鹿毛      | Nice Dancing                | Kazan                       | Kazan            |
| 母 *ナイスレイズ Nice Raise 1994 黒鹿毛 | 母の母Nice Tradition 1979 鹿毛      | Nice Dancing                | Nice                        |                  |
| 母系(F-No.)                             | (FN:10)                             | (FN:10)                     | (FN:10)                     | [ § 3 ]          |
| 5代内の近親交配                         | Northern Dancer M4×S5=9.38%         | Northern Dancer M4×S5=9.38% | Northern Dancer M4×S5=9.38% | [ § 4 ]          |
| 出典                                    | 1. 2. 3. 4.                         | 1. 2. 3. 4.                 | 1. 2. 3. 4.                 | 1. 2. 3. 4.      |